# Edgar-Yves
Ne doit pas être confondu avec Edgar Yves Monnou.
Edgar-Yves Monnou Junior, dit Edgar-Yves, né le 11 juin 1987 au Bénin, est un comédien de stand-up franco-béninois ,.

## Biographie
Edgar-Yves est le fils de l’homme politique béninois Edgar Yves Monnou. Quand Edgar était enfant, sa famille s’est installée en France parce que son père était l'ambassadeur du Bénin à Paris.

### Carrière
Au départ, Edgar-Yves ne voulait pas être humoriste. Il délaisse à 24 ans ses études de droit pour l’humour encouragé par des amis à faire des vidéos sur Internet. À l'époque, il était à Nantes où il a rejoint une compagnie de café-théâtre pour mieux jouer dans les vidéos. En 2013, il reprend l’animation du spectacle West Side Comedy Club à Nantes. Avec le spectacle, le bar du café-théâtre s’est rempli et chaque mercredi il y avait 120 personnes. Il a joué son spectacle trois fois par semaine.
Il est devenu chroniqueur sur Rire et Chansons en 2017. En même temps, il rencontre le producteur de Jeff Panacloc, Philippe Delmas. Delmas propose à Monnou de venir à Paris à l’Apollo Théâtre. Cette année-là, il s’installe à Paris et produit plusieurs spectacles de stand-up dans différents théâtres parisiens,. Il fait ensuite une tournée à partir du 22 avril à la Comédie de Toulouse, puis les 28 et 29 avril à Metz au café-théâtre Le Burlesque, le 21 mai aux Fous rires de Toulouse et le 7 juin au Théâtre de l’Ouest à Rouen.

## Censure
En novembre 2022, Edgar-Yves Monnou Junior insinue dans un entretien radiophonique sur la chaine de radio Fun Radio qu'il serait censuré sur l'ensemble des chaines du groupe Canal Plus pour avoir fait une blague où il ferait allusion au Patron du Groupe Vincent Bolloré.
Dans son second spectacle intitulé Solide, il raconte par le menu les censures subies sur C8 et Comédie+, deux chaînes du groupe Canal+ où il se dit aujourd'hui totalement « blacklisté ».

## Sources
- Brut, « VIDEO. Edgar-Yves, celui qui a préféré le stand-up à la politique », France Télévisions,‎ 3 décembre 2020 (lire en ligne)
- Rossana di Vincenzo, « Edgar-Yves, l’humour lui a sauvé la vie », Télérama,‎ 20 octobre 2020 (lire en ligne)

- Blast, "EDGAR-YVES, L’HUMORISTE QUI RÉSISTE À BOLLORÉ", YouTube, 30 mai 2023 (voir en ligne)